# Palmer Lake
Palmer Lake – miasto w Stanach Zjednoczonych, w stanie Kolorado, w hrabstwie El Paso.